# Кубок Кезеной-Ам
Кубок Кезеной-Ам — ежегодная международная регата, проходящая в Чечне на озере Кезенойам с 2017 года. Регата занесена в Книгу рекордов России как самая высокогорная в Евразии и одна из самых высокогорных в мире — озеро расположено на высоте 1866 метров над уровнем моря. В соревнованиях участвуют яхты класса SB20.

## История

### 2017 год
Первая регата прошла 6-8 июля. Призовой фонд составлял 2,7 млн рублей. В соревнования участвовали около 19 команд из 8 стран мира, в том числе из США и Новой Зеландии. Победители:
- Команда «ArtTube» (шкипер Александр Божко, Россия);
- Команда «Четыре ветра» (шкипер Леонид Клепиков, Россия);
- Команда «Сирены» (шкипер Татьяна Ларцева, Чечня).

### 2019 год
В соревнованиях участвовали 19 команд из Германии, Италии, Украины, Финляндии, Чехии, Эстонии и России. Победители:
- Команда «ArtTube» (шкипер Игорь Лисовенко, Россия);
- Команда «Ахмат» (шкипер Александр Божко, Россия);
- Команда Валентина Уваркина.